# Њемачка Аустрија
Њемачка Аустрија (њем. Deutsch-Österreich) или Република Њемачка Аустрија (њем. Republik Deutschösterreich) је држава која је настала пред крај Првог свјетског рата и обухватала је области њемачког говорног становнишва у оквиру онога што је била Аустроугарска.
Њемачка Аустрија је претендовала на сувереност над свим већински њемачким територијама бивше Хабзбуршке монархије: читава област 118.311 km² са око 10,4 милиона становника. То је укључивало скоро све територије данашње Аустрије, са додатком Јужног Тирола и града Тарвизио, који су данас у саставу Италије; јужну Корушку и Штајерску, сада у Словенији и Судети и Њемачка Бохемија (која ће касније постати дио Судета), сада у саставу Чешке. У пракси, међутим, њена власт је била ограничена на подунавске и алпске области бивше монархије, са неколико изузетака, већином у саставу данашње Аустрије.

## Историја

### Монархија
У Хабзбуршкој Аустроугарској, „Њемачка Аустрија“ је била незваничан појам који се односио на области монархије насељене аустријским Нијемцима. Са предстојећим распадом државе касне 1918. године, етнички Нијемци посланици у Рајхсрату су на посљедњем засједању 1911. године настојали да формирају нову крњу државу Њемачке Аустрије. Проглашено је „привремена народна скупштина независне државе Њемачке Аустрије“ и изабрани су Франц Дингхофер из Њемачког националног покрета, Јодок Финк из Хришћанске социјалне партије и Карл Зејц из Социјалдемократске партије Аустрије као предсједници скупштине. Скупштина је имала представнике из Бохемије, Моравске и Аустријске Шлеске који су одбили да признају новоосновану Чехословачку која је проглашена 28. октобра 1918. године.
Цар Карл  се 11. новембра 1918. одрекао права да учествује у пословима нове аустријске државе. Сљедећег дана, 12. новембра, Народна скупштина је званично прогласила Њемачку Аустрију као републику, и именовала Карла Ренера као в. д. канцелара. Она је израдила привремени устав који је почињао ријечима „Њемачка Аустрија је демократска република“ (Члан 1.) и „Њемачка Аустрија је дио Њемачке републике“ (Члан 2.). Друга одредба је одражавала став посланика који су сматрали да би Аустрија изгубила велику територију у сваком мировном споразуму и да више не би била одржива као засебна држава, и једино ријешење према њима је била унија са Њемачком. Ово је утемељено у ставу да Аустрија никада није била држава у правом смислу. Док је аустријска држава постојала у једном или другом облику преко 700 година, његова једина уједињујућа снага су били Хабзбурговци.
Каснији плебисцит у покрајинама Тирол и Салцбург дао је већину од 98% и 99% за уједињење са Њемачком. Народна скупштина је 22. новембра званично полагала право на све области насељене етничких Нијемаца у Цислајтанији. Међутим, Савезници у Првом свејетском рату нису прихватили такав покрет и Њемачка Аустрија углавном немоћна да се одупре снагама Италије, Чехословачке и Краљевства Срба, Хрвата и Словенаца није успјела да спријечи одузимање територија.
Ренер је 10. септембра 1919. године потписао Сенжерменкси споразум, који је ратификован од стране скупштине 21. октобра. Према одредбама, држава је морала да промјени име из „Њемачка Аустрија“ у „Аустрија“. Предала је Судете и Њемачку Бохемију Чехословачкој, Јужни Тирол и град Тарвизио Италији, јужну Корушку и Штајерску краљевству Срба, Хрвата и Словенаца. Члан 88. споразума, понекад називан и „преаншлус покушај“, почиње „независност Аустрије је неотуђиво без сагралности Друштва народа“ - у ствари, спречава сваки покушај уједињења Аустрије са Њемачком. Такође, Версајски споразум који диктира услове мира за Њемачку, забрањује било какву уније Њемачке и Аустрије. Са овим промјенама и насељавањем аустријских граничних подручја, почиње ера Прве аустријске републике.

## Подјела
Њемачка Аустрија је првобитно имала 9 покрајина:
- Горња Аустрија, чинила је данашњу Горњу Аустрија са додатком области Бохемске Шумаве, која се данас налази у саставу Јужночешког краја.
- Доња Аустрија, чинила је данашњу Доњу Аустрију са градом Бечом, уз додатак Њемачке јужне Моравске, која је данас подјељена између чешких крајева Јужне Чешке, Височине и Јужне Моравске.
- Њемачка Бохемија, област западне Бохемије која је постала дио Судета од 1938. до 1945, данас дио Чешке.
- Судети, дио историјских области Моравске и Аустријске Шлеске. Границе не одговорају ономе што ће касније бити познато под именом Судети.
- Салцбург, цијела територија данашњег Салцбурга.
- Корушка, читава територија историјске области Корушке укључујући данашњу Корушку у саставу Аустрије, словеначку незавничну област Корушку, словеначку општину Језерско и сада италијанску општину Тарвизион, Малборгето Валбруна и Понтеба.
- Њемачки Тирол, већи дио историјске области Тирол који укључује данашњи Тирол у саставу Аустрије и данашњу италијански округ Јужни Тирол, али не и италијански округ Тренто.
- Форарлберг, читава територија данашњег Форарлберга у саставу Аустрије.

Неколицина њемачке мањине у Моравској, укључујући њемачко становништво у Брну, Јихлави и Оломоуцу, као и њемачка енклава Кочевско у Крањској су покушали прогласити унију са Њемачкој Аустријом, али без успјеха. Области које су изван данашње Аустрије обично имају значану нењемачку мањину и повременом нењемачку већину су брзо заузете од стране трупа дражава којима су припадали. На другој страни, етнички Нијемци у западним дијеловима Краљевина Мађарске су оформили већину у области познатој као Њемачка Западна Мађарска и тражили су присаједињење Аустрији до чега је и дошло када су постали Бургенланд, са значајним изузетком града Шопрона који је требало да буде главни град области, али је током веома спорног плебисцита остао у саставу Мађарске. Други дио бившег Бургенланда у Краљевини Мађарској који такође није постао дио Њемачке Аустрије је град Пожун који је постао саставни дио Чехословачке.